# Список астероїдів (70601—70700)
| Назва                    | Тимчасове позначення | Дата відкриття | Місце відкриття            | Відкривач             |
| ------------------------ | -------------------- | -------------- | -------------------------- | --------------------- |
| (70601) 1999 TM187       | 1999 TM187           | 12 жовтня 1999 | Сокорро (Нью-Мексико)      | LINEAR                |
| (70602) 1999 TD188       | 1999 TD188           | 12 жовтня 1999 | Сокорро (Нью-Мексико)      | LINEAR                |
| (70603) 1999 TA189       | 1999 TA189           | 12 жовтня 1999 | Сокорро (Нью-Мексико)      | LINEAR                |
| (70604) 1999 TA190       | 1999 TA190           | 12 жовтня 1999 | Сокорро (Нью-Мексико)      | LINEAR                |
| (70605) 1999 TN191       | 1999 TN191           | 12 жовтня 1999 | Сокорро (Нью-Мексико)      | LINEAR                |
| (70606) 1999 TC195       | 1999 TC195           | 12 жовтня 1999 | Сокорро (Нью-Мексико)      | LINEAR                |
| (70607) 1999 TU195       | 1999 TU195           | 12 жовтня 1999 | Сокорро (Нью-Мексико)      | LINEAR                |
| (70608) 1999 TC197       | 1999 TC197           | 12 жовтня 1999 | Сокорро (Нью-Мексико)      | LINEAR                |
| (70609) 1999 TF198       | 1999 TF198           | 12 жовтня 1999 | Сокорро (Нью-Мексико)      | LINEAR                |
| (70610) 1999 TH198       | 1999 TH198           | 12 жовтня 1999 | Сокорро (Нью-Мексико)      | LINEAR                |
| (70611) 1999 TB199       | 1999 TB199           | 12 жовтня 1999 | Сокорро (Нью-Мексико)      | LINEAR                |
| (70612) 1999 TH200       | 1999 TH200           | 12 жовтня 1999 | Сокорро (Нью-Мексико)      | LINEAR                |
| (70613) 1999 TG201       | 1999 TG201           | 13 жовтня 1999 | Сокорро (Нью-Мексико)      | LINEAR                |
| (70614) 1999 TF204       | 1999 TF204           | 13 жовтня 1999 | Сокорро (Нью-Мексико)      | LINEAR                |
| (70615) 1999 TZ204       | 1999 TZ204           | 13 жовтня 1999 | Сокорро (Нью-Мексико)      | LINEAR                |
| (70616) 1999 TD205       | 1999 TD205           | 13 жовтня 1999 | Сокорро (Нью-Мексико)      | LINEAR                |
| (70617) 1999 TN209       | 1999 TN209           | 14 жовтня 1999 | Сокорро (Нью-Мексико)      | LINEAR                |
| (70618) 1999 TP209       | 1999 TP209           | 14 жовтня 1999 | Сокорро (Нью-Мексико)      | LINEAR                |
| (70619) 1999 TY211       | 1999 TY211           | 15 жовтня 1999 | Сокорро (Нью-Мексико)      | LINEAR                |
| (70620) 1999 TF213       | 1999 TF213           | 15 жовтня 1999 | Сокорро (Нью-Мексико)      | LINEAR                |
| (70621) 1999 TC214       | 1999 TC214           | 15 жовтня 1999 | Сокорро (Нью-Мексико)      | LINEAR                |
| (70622) 1999 TO215       | 1999 TO215           | 15 жовтня 1999 | Сокорро (Нью-Мексико)      | LINEAR                |
| (70623) 1999 TP215       | 1999 TP215           | 15 жовтня 1999 | Сокорро (Нью-Мексико)      | LINEAR                |
| (70624) 1999 TS215       | 1999 TS215           | 15 жовтня 1999 | Сокорро (Нью-Мексико)      | LINEAR                |
| (70625) 1999 TA216       | 1999 TA216           | 15 жовтня 1999 | Сокорро (Нью-Мексико)      | LINEAR                |
| (70626) 1999 TL216       | 1999 TL216           | 15 жовтня 1999 | Сокорро (Нью-Мексико)      | LINEAR                |
| (70627) 1999 TU216       | 1999 TU216           | 15 жовтня 1999 | Сокорро (Нью-Мексико)      | LINEAR                |
| (70628) 1999 TE217       | 1999 TE217           | 15 жовтня 1999 | Сокорро (Нью-Мексико)      | LINEAR                |
| (70629) 1999 TC218       | 1999 TC218           | 15 жовтня 1999 | Сокорро (Нью-Мексико)      | LINEAR                |
| (70630) 1999 TJ219       | 1999 TJ219           | 1 жовтня 1999  | Каталінський огляд         | Каталінський огляд    |
| (70631) 1999 TY219       | 1999 TY219           | 1 жовтня 1999  | Каталінський огляд         | Каталінський огляд    |
| (70632) 1999 TN220       | 1999 TN220           | 1 жовтня 1999  | Каталінський огляд         | Каталінський огляд    |
| (70633) 1999 TG223       | 1999 TG223           | 12 жовтня 1999 | Сокорро (Нью-Мексико)      | LINEAR                |
| (70634) 1999 TR223       | 1999 TR223           | 2 жовтня 1999  | Сокорро (Нью-Мексико)      | LINEAR                |
| (70635) 1999 TX227       | 1999 TX227           | 1 жовтня 1999  | Обсерваторія Кітт-Пік      | Spacewatch            |
| (70636) 1999 TH230       | 1999 TH230           | 3 жовтня 1999  | Каталінський огляд         | Каталінський огляд    |
| (70637) 1999 TK230       | 1999 TK230           | 3 жовтня 1999  | Сокорро (Нью-Мексико)      | LINEAR                |
| (70638) 1999 TY232       | 1999 TY232           | 7 жовтня 1999  | Каталінський огляд         | Каталінський огляд    |
| (70639) 1999 TO236       | 1999 TO236           | 3 жовтня 1999  | Каталінський огляд         | Каталінський огляд    |
| (70640) 1999 TR239       | 1999 TR239           | 4 жовтня 1999  | Каталінський огляд         | Каталінський огляд    |
| (70641) 1999 TS240       | 1999 TS240           | 4 жовтня 1999  | Каталінський огляд         | Каталінський огляд    |
| (70642) 1999 TD242       | 1999 TD242           | 4 жовтня 1999  | Каталінський огляд         | Каталінський огляд    |
| (70643) 1999 TE242       | 1999 TE242           | 4 жовтня 1999  | Каталінський огляд         | Каталінський огляд    |
| (70644) 1999 TU242       | 1999 TU242           | 4 жовтня 1999  | Каталінський огляд         | Каталінський огляд    |
| (70645) 1999 TE243       | 1999 TE243           | 5 жовтня 1999  | Станція Андерсон-Меса      | LONEOS                |
| (70646) 1999 TE244       | 1999 TE244           | 7 жовтня 1999  | Каталінський огляд         | Каталінський огляд    |
| (70647) 1999 TN244       | 1999 TN244           | 7 жовтня 1999  | Каталінський огляд         | Каталінський огляд    |
| (70648) 1999 TY245       | 1999 TY245           | 7 жовтня 1999  | Каталінський огляд         | Каталінський огляд    |
| (70649) 1999 TB246       | 1999 TB246           | 8 жовтня 1999  | Каталінський огляд         | Каталінський огляд    |
| (70650) 1999 TM247       | 1999 TM247           | 8 жовтня 1999  | Каталінський огляд         | Каталінський огляд    |
| (70651) 1999 TV248       | 1999 TV248           | 8 жовтня 1999  | Каталінський огляд         | Каталінський огляд    |
| (70652) 1999 TB249       | 1999 TB249           | 8 жовтня 1999  | Каталінський огляд         | Каталінський огляд    |
| (70653) 1999 TP254       | 1999 TP254           | 8 жовтня 1999  | Сокорро (Нью-Мексико)      | LINEAR                |
| (70654) 1999 TN255       | 1999 TN255           | 9 жовтня 1999  | Обсерваторія Кітт-Пік      | Spacewatch            |
| (70655) 1999 TR256       | 1999 TR256           | 9 жовтня 1999  | Сокорро (Нью-Мексико)      | LINEAR                |
| (70656) 1999 TF257       | 1999 TF257           | 9 жовтня 1999  | Сокорро (Нью-Мексико)      | LINEAR                |
| (70657) 1999 TW258       | 1999 TW258           | 9 жовтня 1999  | Сокорро (Нью-Мексико)      | LINEAR                |
| (70658) 1999 TZ260       | 1999 TZ260           | 13 жовтня 1999 | Обсерваторія Кітт-Пік      | Spacewatch            |
| (70659) 1999 TZ265       | 1999 TZ265           | 3 жовтня 1999  | Сокорро (Нью-Мексико)      | LINEAR                |
| (70660) 1999 TV270       | 1999 TV270           | 3 жовтня 1999  | Сокорро (Нью-Мексико)      | LINEAR                |
| (70661) 1999 TS274       | 1999 TS274           | 6 жовтня 1999  | Сокорро (Нью-Мексико)      | LINEAR                |
| (70662) 1999 TR282       | 1999 TR282           | 9 жовтня 1999  | Сокорро (Нью-Мексико)      | LINEAR                |
| (70663) 1999 TG284       | 1999 TG284           | 9 жовтня 1999  | Сокорро (Нью-Мексико)      | LINEAR                |
| (70664) 1999 TE286       | 1999 TE286           | 10 жовтня 1999 | Сокорро (Нью-Мексико)      | LINEAR                |
| (70665) 1999 TF286       | 1999 TF286           | 10 жовтня 1999 | Сокорро (Нью-Мексико)      | LINEAR                |
| (70666) 1999 TW286       | 1999 TW286           | 10 жовтня 1999 | Сокорро (Нью-Мексико)      | LINEAR                |
| (70667) 1999 TJ287       | 1999 TJ287           | 10 жовтня 1999 | Сокорро (Нью-Мексико)      | LINEAR                |
| (70668) 1999 TB288       | 1999 TB288           | 10 жовтня 1999 | Сокорро (Нью-Мексико)      | LINEAR                |
| (70669) 1999 TT290       | 1999 TT290           | 10 жовтня 1999 | Сокорро (Нью-Мексико)      | LINEAR                |
| (70670) 1999 TU290       | 1999 TU290           | 10 жовтня 1999 | Сокорро (Нью-Мексико)      | LINEAR                |
| (70671) 1999 TC291       | 1999 TC291           | 10 жовтня 1999 | Сокорро (Нью-Мексико)      | LINEAR                |
| (70672) 1999 TM293       | 1999 TM293           | 12 жовтня 1999 | Сокорро (Нью-Мексико)      | LINEAR                |
| (70673) 1999 TR312       | 1999 TR312           | 5 жовтня 1999  | Станція Андерсон-Меса      | LONEOS                |
| (70674) 1999 TD320       | 1999 TD320           | 10 жовтня 1999 | Сокорро (Нью-Мексико)      | LINEAR                |
| (70675) 1999 TY321       | 1999 TY321           | 14 жовтня 1999 | Сокорро (Нью-Мексико)      | LINEAR                |
| (70676) 1999 UM          | 1999 UM              | 16 жовтня 1999 | Вішнянська обсерваторія    | Корадо Корлевіч       |
| (70677) 1999 UU          | 1999 UU              | 16 жовтня 1999 | Вішнянська обсерваторія    | Корадо Корлевіч       |
| (70678) 1999 UB2         | 1999 UB2             | 18 жовтня 1999 | Обсерваторія Фарпойнт      | Обсерваторія Фарпойнт |
| 70679 Урцидиль (Urzidil) | 1999 UV3             | 30 жовтня 1999 | Обсерваторія Клеть         | Яна Тіха, Мілош Тіхі  |
| (70680) 1999 UN4         | 1999 UN4             | 31 жовтня 1999 | Обсерваторія Фаунтін-Гіллс | Чарльз Джулз          |
| (70681) 1999 US4         | 1999 US4             | 31 жовтня 1999 | Обсерваторія Ондржейов     | Ленка Коткова         |
| (70682) 1999 UN8         | 1999 UN8             | 29 жовтня 1999 | Каталінський огляд         | Каталінський огляд    |
| (70683) 1999 UT8         | 1999 UT8             | 29 жовтня 1999 | Каталінський огляд         | Каталінський огляд    |
| (70684) 1999 UD9         | 1999 UD9             | 29 жовтня 1999 | Каталінський огляд         | Каталінський огляд    |
| (70685) 1999 UR12        | 1999 UR12            | 29 жовтня 1999 | Каталінський огляд         | Каталінський огляд    |
| (70686) 1999 UK14        | 1999 UK14            | 29 жовтня 1999 | Каталінський огляд         | Каталінський огляд    |
| (70687) 1999 UE15        | 1999 UE15            | 29 жовтня 1999 | Каталінський огляд         | Каталінський огляд    |
| (70688) 1999 UZ15        | 1999 UZ15            | 29 жовтня 1999 | Каталінський огляд         | Каталінський огляд    |
| (70689) 1999 UU16        | 1999 UU16            | 29 жовтня 1999 | Каталінський огляд         | Каталінський огляд    |
| (70690) 1999 UF17        | 1999 UF17            | 31 жовтня 1999 | Каталінський огляд         | Каталінський огляд    |
| (70691) 1999 UH18        | 1999 UH18            | 30 жовтня 1999 | Обсерваторія Кітт-Пік      | Spacewatch            |
| (70692) 1999 UY19        | 1999 UY19            | 31 жовтня 1999 | Обсерваторія Кітт-Пік      | Spacewatch            |
| (70693) 1999 UR23        | 1999 UR23            | 28 жовтня 1999 | Каталінський огляд         | Каталінський огляд    |
| (70694) 1999 US23        | 1999 US23            | 28 жовтня 1999 | Каталінський огляд         | Каталінський огляд    |
| (70695) 1999 UL25        | 1999 UL25            | 29 жовтня 1999 | Каталінський огляд         | Каталінський огляд    |
| (70696) 1999 UA26        | 1999 UA26            | 30 жовтня 1999 | Каталінський огляд         | Каталінський огляд    |
| (70697) 1999 UR26        | 1999 UR26            | 30 жовтня 1999 | Каталінський огляд         | Каталінський огляд    |
| (70698) 1999 UW26        | 1999 UW26            | 30 жовтня 1999 | Каталінський огляд         | Каталінський огляд    |
| (70699) 1999 US27        | 1999 US27            | 30 жовтня 1999 | Обсерваторія Кітт-Пік      | Spacewatch            |
| (70700) 1999 UQ28        | 1999 UQ28            | 31 жовтня 1999 | Обсерваторія Кітт-Пік      | Spacewatch            |